# Pałac Hollenderów we Wrocławiu
Pałac Hollenderów – dawny pałac znajdujący się przy ul. Międzyrzeckiej we Wrocławiu.

## Historia budynku
Pałac został wzniesiony w 1886 roku w ówczesnej podwrocławskiej wsi Siedlec, w dobrach należących do Fritza Hollendera. Miejsce na nową siedzibę rodzinną znajdowało się w zakolu Oławy w otoczeniu parku krajobrazowego, w sąsiedztwie zabudowań folwarcznych. Pałac został zbudowany na planie prostokąta, w stylu renesansu północnego. Był murowanym, dwukondygnacyjnym budynkiem nakrytym czterospadowym mansardowym dachem. Elewacja, w części parterowej, była boniowana pasami piaskowca i zwieńczona gzymsem koronującym. Całość podzielona była licznymi ryzalitami. W osi elewacji znajdował się portyk wsparty na czterech kolumnach poprzedzony schodami i wykuszami bocznymi; po obu krańcach znajdowały się wykusze wieżyczkowe. W elewacjach bocznych wyróżnia się ryzality środkowe zwieńczone szczytami a od strony południowej znajduje się pięcioosiowy ryzalit jednokondygnacyjny. Prostokątne okna zwieńczone były naczółkami. Wnętrza pałacu dekorowane były (nie zachowaną już) sztukaterią i polichromią.

## Po 1945
Działania wojenne w 1945 roku nie zniszczyły budynku. Pałac został podzielony na kilka mieszkań komunalnych. W 1996 roku pałac spłonął. 
Po 2006 roku pałac został odrestaurowany bez zachowania form hełmów poligonalnych wykuszy wieżyczkowych. Obecnie jego właścicielem jest Henry McGovern, były prezes AmRest Holdings.